# Gliegerkarspitze

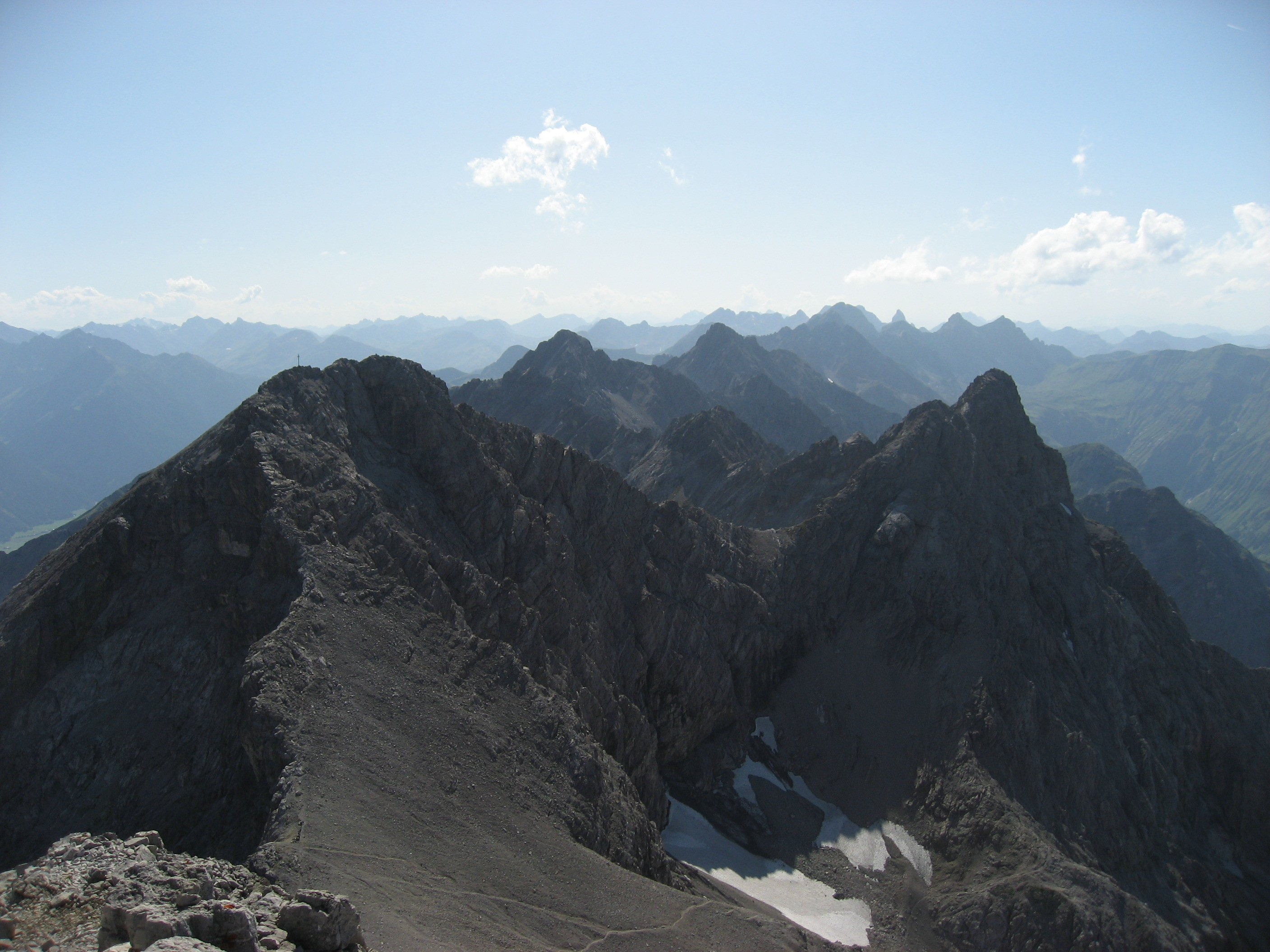
Bretter- und Gliegerkarspitze von der Urbeleskarspitze

Die Gliegerkarspitze ist ein Abschnitt im Nordwestkamm der Bretterspitze in den Allgäuer Alpen in Nordtirol, Österreich. In diesem stehen ein 2575 m hoher Nebengipfel (Gliegerkarspitze) der Bretterspitze sowie östlich davon eine 2551 m hohe Kammerhebung ("Ostgipfel").
Sie hat die Anmutung eines Doppfelgipfels, gilt aufgrund ihrer geringen Schartenhöhe aber nicht als eigenständiger Berg.

## Lage und Umgebung
Die Gliegerkarspitze ist Teil der Hornbachkette, einer Bergkette der Allgäuer Alpen, die vom Hornbachtal im Norden und vom Lechtal im Süden begrenzt wird. Unmittelbare Nachbargipfel der Gliegerkarspitze sind die Bretterspitze (2608 m) im Osten und die Wolekleskarspitze (2522 m) im Südwesten. Gliegerkarspitze, Bretterspitze und die noch weiter östlich gelegene Urbeleskarspitze umrahmen das Urbeleskar, an dessen Karschwelle sich das Kaufbeurer Haus (2007 m) befindet. Das namensgebende Gliegerkar öffnet sich dagegen nach Südosten in Richtung Lechtal und wird begrenzt von Jungfernspitze, Woleckleskarspitze, Gliegerkarspitze und Bretterspitze.

## Erstbesteigung
Erstmals bestiegen wurde die Gliegerkarspitze im Jahr 1893 von Chr. Wolff und seinem Bergführer Friedle.

## Besteigung
Talstützpunkt für die Besteigung ist Hinterhornbach. Von dort gelangt man in etwa 2½ Stunden zum Kaufbeurer Haus und folgt dann dem Weg zur Bretterspitze. Man zweigt nach rechts ab und gelangt auf schrofigem und gerölligem Weg auf einen Grat, der zum Ostgipfel (2551 m) führt. Der Gratübergang zu 24 m höheren Gliegerkarspitze ist wesentlich schwieriger als die alleinige Besteigung des Ostgipfels, nicht zuletzt wegen der größeren Ausgesetztheit. Die klettertechnischen Anforderungen liegen im I. Schwierigkeitsgrad (UIAA). 

### Übergang zur Bretterspitze
Reizvoll ist die Überschreitung des Westgrates der Bretterspitze von hier aus. Dieser folgt sehr direkt von der Scharte dem Gratverlauf. Abweichungen in die schroffigen Flanken erscheinen höchstens leichter, sind es dann aber selten. Direkt am Grat findet sich erstaunlich fester Fels, der in lustiger leichter Kletterei überwunden wird. Kurz vor dem Gipfel der Bretterspitze verlangt eine kurze Wandstelle noch beherztes Zugreifen (UIAA II). Vom Kaufbeurer Haus aus erscheint bei Einhalten der Gratlinie die Tour recht eindrucksvoll. Dauer ca. 45 Minuten.